# Gangseyan
Gangseyan is een bestuurslaag in het regentschap Bangkalan van de provincie Oost-Java, Indonesië. Gangseyan telt 1741 inwoners (volkstelling 2010).